# Nerf anal inférieur
Les nerfs anaux inférieurs (ou nerfs anaux ou nerfs hémorroïdaux) sont des nerfs mixtes du pelvis.

## Origine
Les nerfs anaux inférieurs sont des branches terminales du nerf pudendal qui naissent juste après son contournement de l'épine ischiatique.
Parfois, ils proviennent directement du plexus sacral.

## Trajet
Les nerfs anaux inférieurs traversent la fosse ischio-anale avec l'artère rectale inférieure et les veines, vers le canal anal et l'extrémité inférieure du rectum.
Ils finissent en se distribuant au sphincter externe de l'anus et au tégument autour de l'anus.
Les branches de ce nerf communiquent avec les rameaux périnéaux du nerf cutané fémoral postérieur et avec les nerfs scrotaux postérieurs de la partie antérieure du périnée.

## Zone d'innervation
Les nerfs anaux inférieurs contribuent à l'innervation motrice du sphincter externe de l'anus et l'innervation sensitive des téguments péri-anaux.

## Articles annexes
- Artère rectale inférieure

## Images supplémentaires

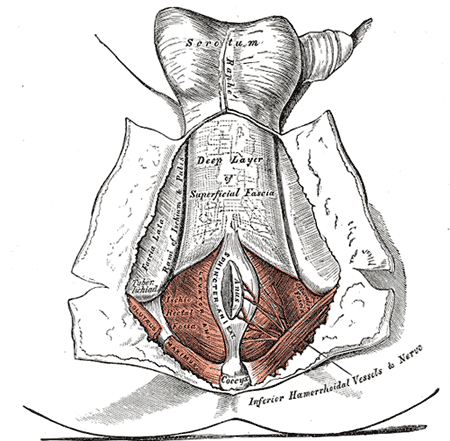
Le périnée. Le tégument et la couche superficielle du fascia superficiel sont écartés
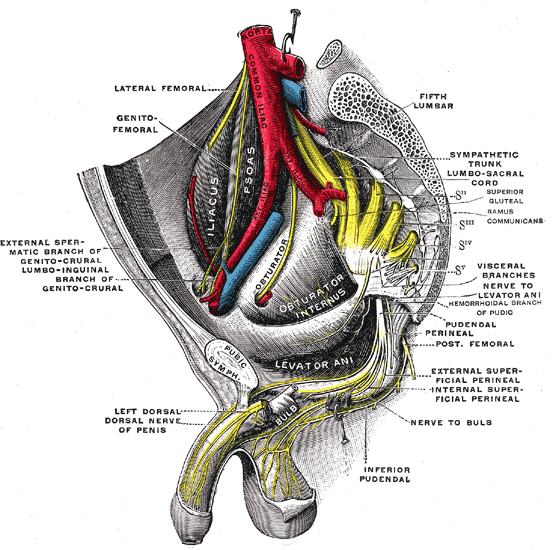
Plexus sacré du côté droit. (Branche rectale légendée en bas à droite.)